# Niphoparmena carayoni
Niphoparmena carayoni là một loài bọ cánh cứng trong họ Cerambycidae.